# Sjepetivka
Sjepetivka (ukrainska: Шепеті́вка uttal (fil); polska: Szepetówka; ryska: Шепето́вка, Sjepetovka; jiddisch: שעפּעטיווקע; tyska: Schepetowka) är en stad i Chmelnytskyj oblast i västra Ukraina med omkring 40 000 invånare. Folkmängden uppgick till 43 501 personer i början av 2012.

## Historia
Sjepetivka ingick i det Polsk-litauiska samväldet från 1594 till 1793, därefter i kejsardömet Ryssland från 1793 till 1917 och i Andra polska republiken från 1919 till 1920.

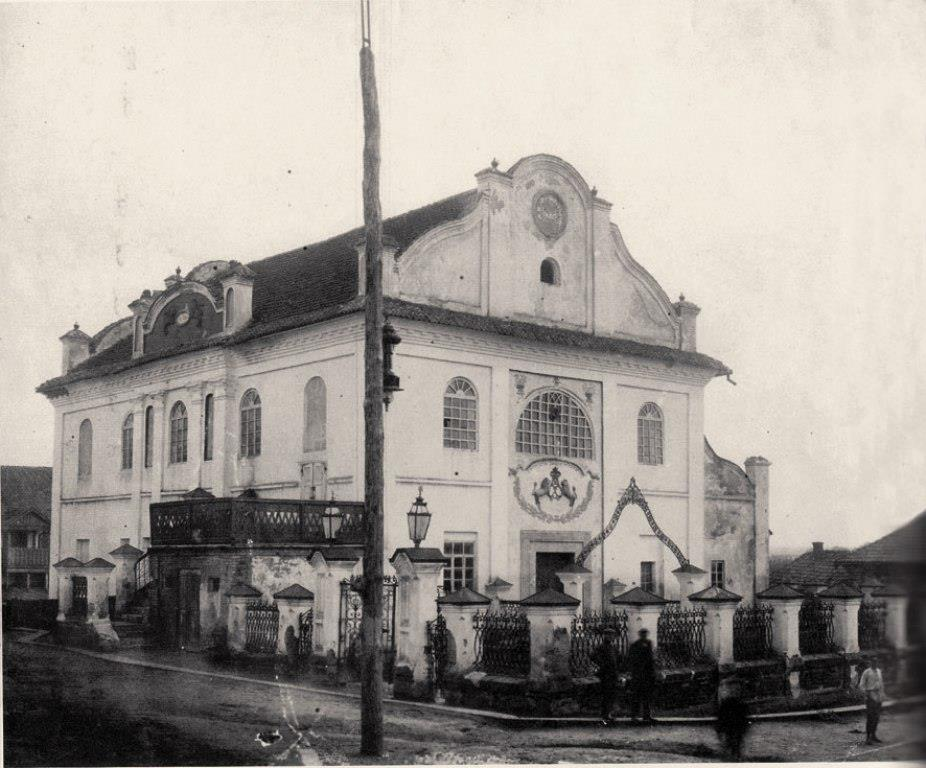
Stora synagogan i Sjepetivka.

Sjepetivka var tidigare en stad med en stor judisk befolkning, likt stora delar av Östeuropa. I en folkräkning i slutet av 1670-talet fanns det 20 000 judar, och på 1760-talet var antalet 52 000. Från 1880 till 1925 utvandrade många judar från Sjepetivka.
Cirka 48 procent av stadens befolkning var judisk år 1897. Tidigare fanns det en skola där undervisningen skedde på jiddisch, och synagogan, som byggdes år 1820, finns fortfarande kvar. Under andra världskriget minskade den judiska befolkningen i Sjepetivka och år 2015 fanns endast cirka 120 judar kvar, en minskning från 4 844 år 1939.
I staden fanns tidigare ett krigsfångeläger för tyska krigsfångar från andra världskriget.

## Kommunikationer

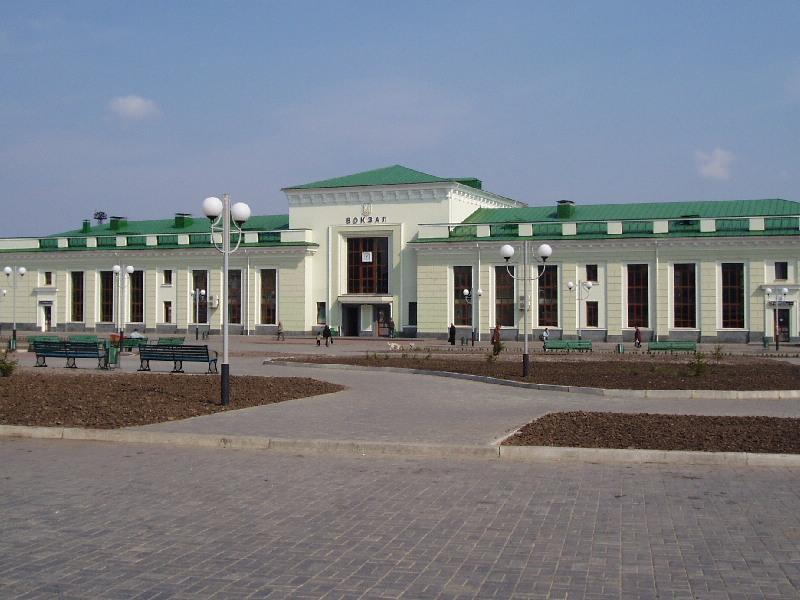
Sjepetivka station

Sjepetivka, som ligger 100 kilometer från oblastets centralort Chmelnytskyj, är en viktig järnvägsknut med fem transitrutter.

## Näringsliv
Sjepetivka har försvarsindustri. Det har också funnits sockerfabriker.

## Vänorter
Karlskoga i Sverige blev Sjepetivkas första vänort i EU när Vitalij Busyl, borgmästare i Sjepetivka, och Anna Ragén, ordförande i kommunfullmäktige, skrev under ett avtal om vänortssamarbete den 27 februari 2024.

## Demografi

### Befolkning
|            | 1926   | 1939   | 1959   | 1989   | 2001   |
| ---------- | ------ | ------ | ------ | ------ | ------ |
| Ukrainare  | 54,6 % | 60,8 % | 69,3 % | 82,6 % | 90,7 % |
| Ryssar     | 11,9 % | 11,0 % | 16,0 % | 10,7 % | 5,8 %  |
| Polacker   | 6,8 %  | 5,8 %  | 6,6 %  | 3,4 %  | 2,0 %  |
| Belarusier | 1,0 %  | 1,3 %  | 0,9 %  | 0,6 %  | 0,3 %  |
| Judar      | 24,8 % | 19,5 % | 6,3 %  | 2,0 %  | 0,3 %  |

### Språk
Fördelning av befolkningen efter modersmål enligt 2001 års folkräkning.
| Språk     | Andel   |
| --------- | ------- |
| Ukrainska | 93,46 % |
| Ryska     | 5,69 %  |
| Övriga    | 0,85 %  |